# Ian Foster (Informatiker)
Ian T. Foster (* 1959 in Wellington, Neuseeland) ist ein neuseeländisch-US-amerikanischer Informatiker, der sich mit parallelem und verteiltem Rechnen für hohe Leistung befasst. Er ist Professor an der University of Chicago. Er ist Arthur Holly Compton Distinguished Service Professor und Distinguished Fellow des Argonne Lab.
Foster studierte an der University of Canterbury mit dem Bachelor-Abschluss in Informatik und am Imperial College London, an dem er 1988 bei Keith Clark promoviert wurde (Parlog as a systems programming language). Er war am Argonne National Laboratory, bevor er Professor in Chicago wurde. Er ist Direktor des Computation Institute der Universität Chicago und des Argonne Lab.
Er gilt als Erfinder des Grid Computing mit Carl Kesselman und Steven Tuecke. Foster war Mitgründer des Open-Source Globus-Projekts (Globus Online, Globus Toolkit).
Er ist Fellow der Association for Computing Machinery, der American Association for the Advancement of Science und der British Computer Society (2001). Er erhielt die Lovelace Medal der British Computer Society und den Gordon Bell Prize (2001), den IEEE Tsutomu Kanai Award (2011), den Global Information Infrastructure (GII) Next Generation Award und 2012 den High-Performance Parallel and Distributed Computing Achievement Award. Für 2023 wurde Foster der IEEE Internet Award zugesprochen. Er ist Ehrendoktor der University of Canterbury und des Mexican Center for Research and Advanced Studies of the National Polytechnic Institute (CINVESTAV).
2004 war er Mitgründer von Univa UD Inc., einer Gesellschaft für Grid und Cloud Computing.

## Schriften
- mit Carl Kesselman: The Grid: Blueprint for a New Computing Infrastructure, 2. Auflage, Elsevier, 2004
- mit C. Kesselman, S. Tuecke: The anatomy of the grid: Enabling scalable virtual organizations, International journal of high performance computing applications, Band 15, 2001, S. 200–222
- mit C. Kesselman: Globus: A metacomputing infrastructure toolkit, International journal of high performance computing applications, Band 11, 1997, S. 115–128
- mit C. Kesselman, Jeffrey M. Nick, S. Tuecke: The physiology of the grid, in: Grid computing: making the global infrastructure a reality, 2003, S. 217–249
- mit C. Kesselman, J. M. Nick, S. Tuecke: Grid services for distributed system integration, Computer, Band 35, 2002, S. 37–46